# Кунгельв
Кунгельв (швед. Kungälvs) — містечко (тарторт) у однойменній комуні, лен Вестра-Йоталанд, ландскап Богуслен, Швеція.

## Географія
Кунгельв розташовананий на річці Йота-Ельв за 20 км на північ від адміністративного центру лену Вестра-Йоталанд міста Ґетеборґ та за 400 км на південний захід від столиці країни Стокгольма.

## Клімат
| Клімат Кунгельва                           | Клімат Кунгельва | Клімат Кунгельва | Клімат Кунгельва | Клімат Кунгельва | Клімат Кунгельва | Клімат Кунгельва | Клімат Кунгельва | Клімат Кунгельва | Клімат Кунгельва | Клімат Кунгельва | Клімат Кунгельва | Клімат Кунгельва | Клімат Кунгельва |
| Показник                                   | Січ.             | Лют.             | Бер.             | Квіт.            | Трав.            | Черв.            | Лип.             | Серп.            | Вер.             | Жовт.            | Лист.            | Груд.            | Рік              |
| Абсолютний максимум, °C                    | 10,8             | 11,2             | 18,9             | 28,5             | 31,3             | 32,0             | 34,1             | 33,5             | 28,5             | 20,7             | 14,5             | 12,7             | 34,1             |
| Середній максимум, °C                      | 2,0              | 2,2              | 5,2              | 10,6             | 16,0             | 18,6             | 21,1             | 20,4             | 16,4             | 11,5             | 6,4              | 3,2              | 11,2             |
| Середня температура, °C                    | −0,5             | −0,5             | 1,9              | 6,3              | 11,2             | 14,3             | 16,8             | 16,4             | 12,6             | 8,3              | 3,8              | 0,6              | 7,7              |
| Середній мінімум, °C                       | −3               | −3,2             | −1,4             | 2,0              | 6,4              | 10,1             | 12,6             | 12,3             | 8,8              | 5,1              | 1,2              | −2               | 4,1              |
| Абсолютний мінімум, °C                     | −26              | −22,8            | −19,2            | −11              | −4,3             | 1,8              | 5,3              | 3,5              | −2,5             | −8,5             | −13,5            | −21,9            | −26              |
| Середня кількість сонячних годин на місяць | 44               | 69               | 167              | 211              | 239              | 256              | 234              | 196              | 168              | 99               | 47               | 32               | 1762             |
| Норма опадів, мм                           | 84.2             | 57.1             | 58.5             | 48.6             | 54.0             | 73.1             | 75.2             | 83.7             | 73.2             | 95.9             | 84.8             | 86.5             |                  |
| Днів з опадами                             | 12               | 9                | 9                | 8                | 8                | 10               | 9                | 11               | 10               | 12               | 12               | 12               |                  |
| ------------------------------------------ | ---------------- | ---------------- | ---------------- | ---------------- | ---------------- | ---------------- | ---------------- | ---------------- | ---------------- | ---------------- | ---------------- | ---------------- | ---------------- |

## Історія
Вперше згадується у середині 1130-х років. Як місце де був конґсґард (королівська ферма) згадується у 12-у столітті.
9 серпня 1136 року військо Ратибора I у битві біля Кунґагелла, в околицях сучасного Кунгельва, було завдало нищівної поразки данському війську. 
Сучасний Кунгельв був заснований у 1612 році.

## Населення
Станом на 2017 рік населення міста становило 24 386 мешканців.

## Відомі люди
Уродженці
- Пер Юган Аксельссон — шведський хокеїст, лівий нападник.
- Ерік Лінд — шведський настільний тенісист, призер Олімпійських ігор.
- Понтус Вернблум — шведський  футболіст.

## Світлини

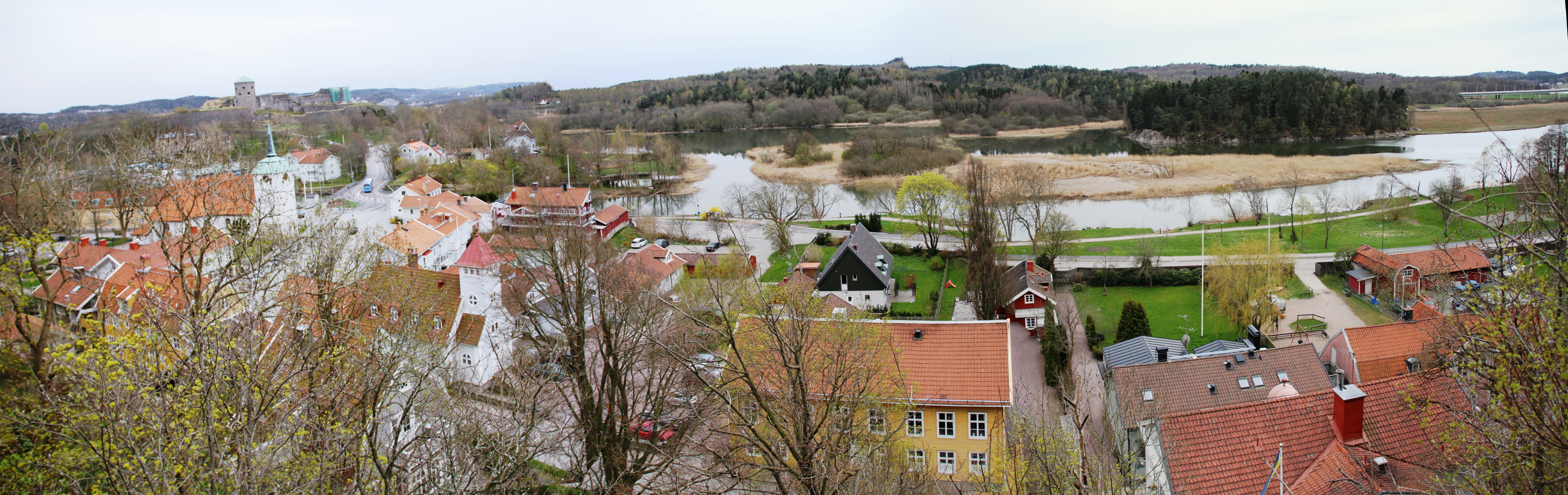

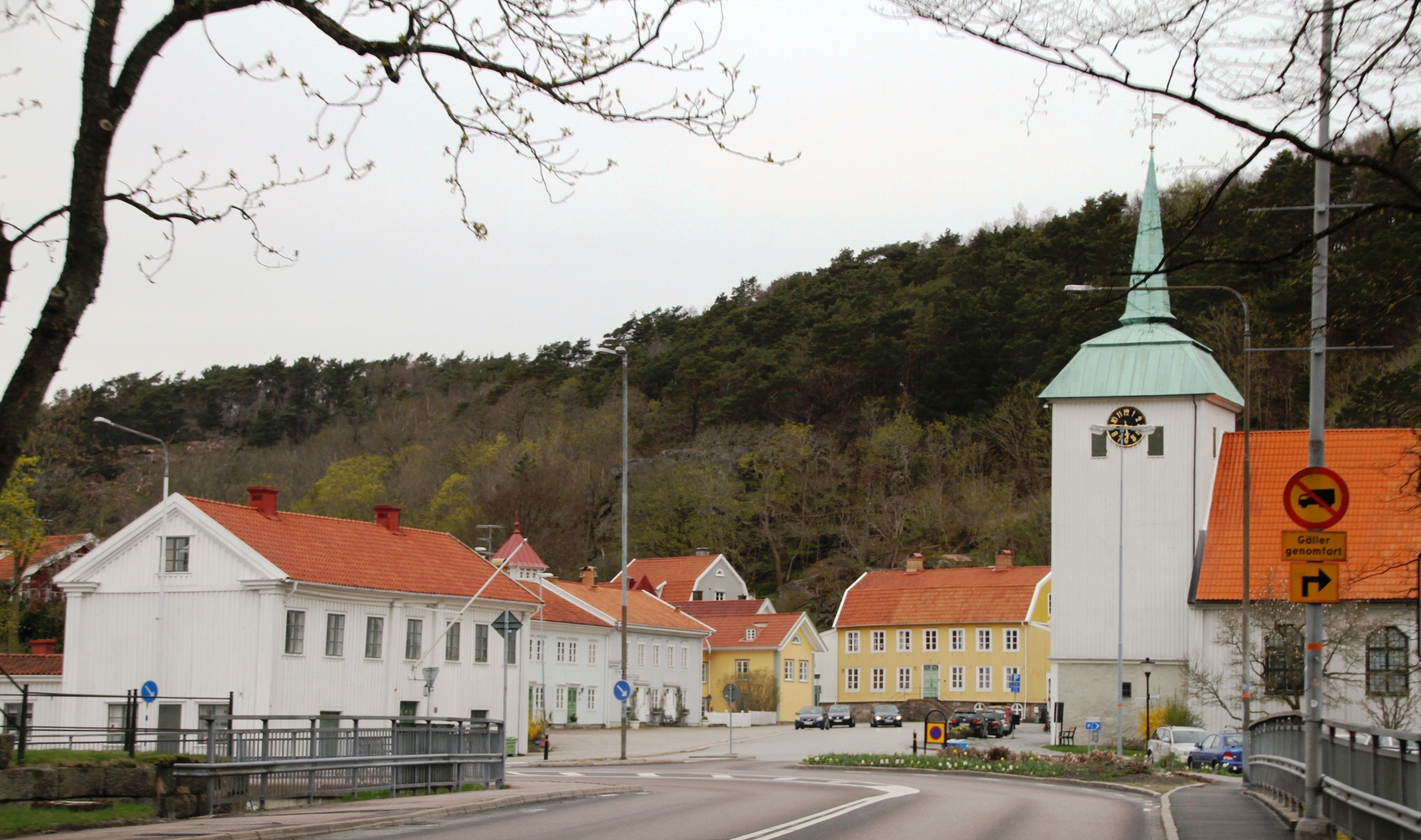
Вулиця Кунгельва
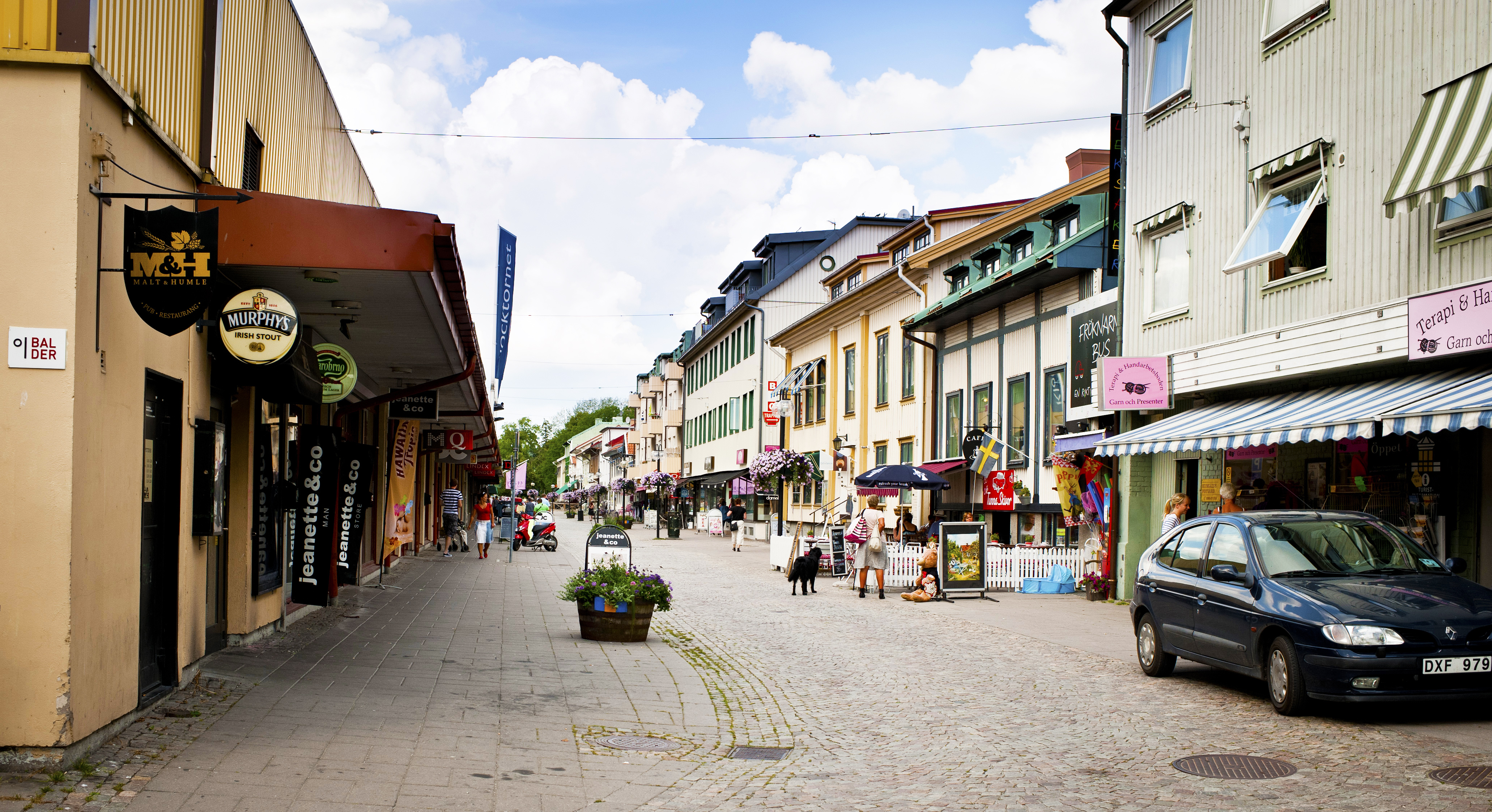
Вулиця Кунгельва

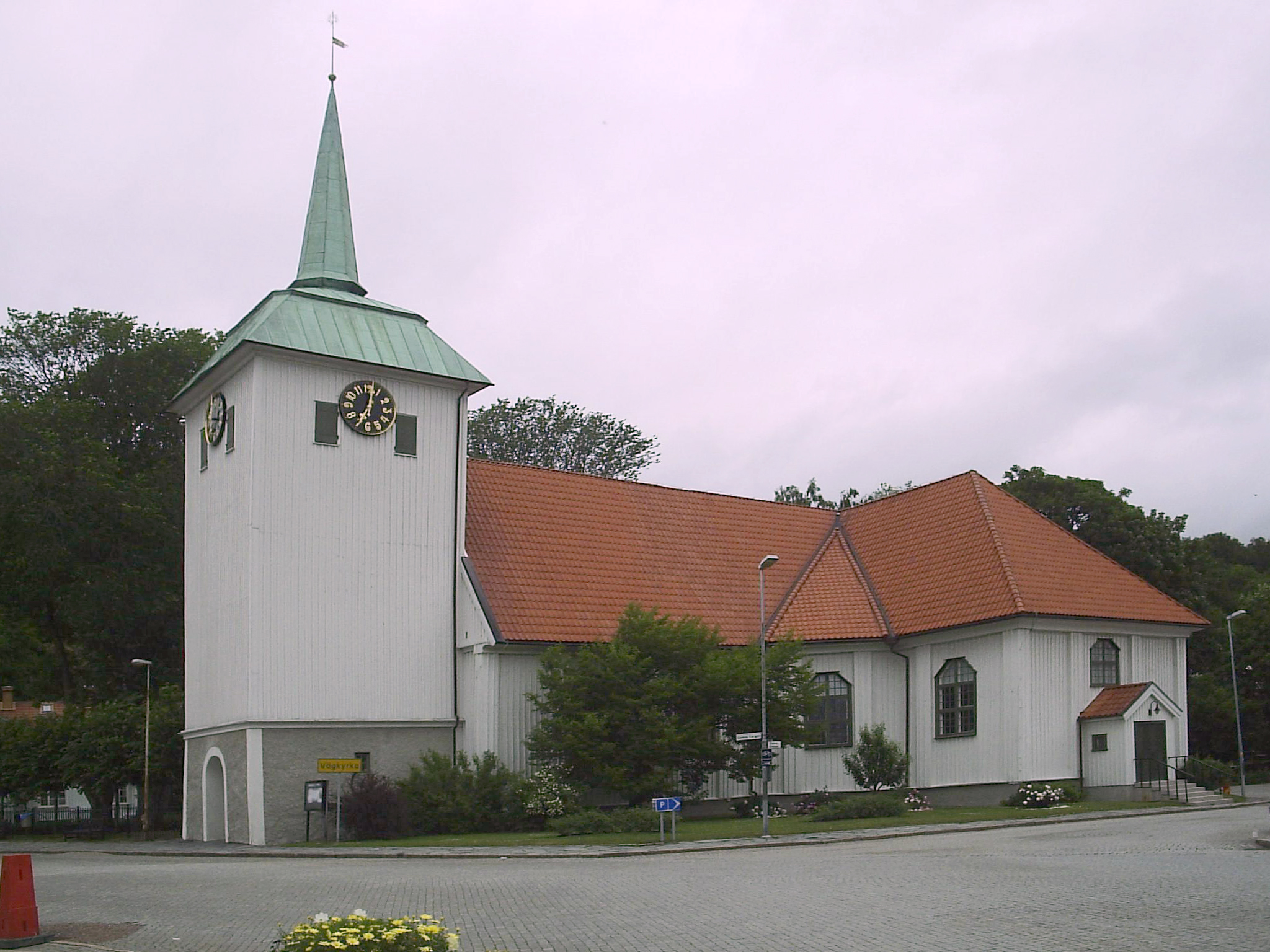
Міська кірха
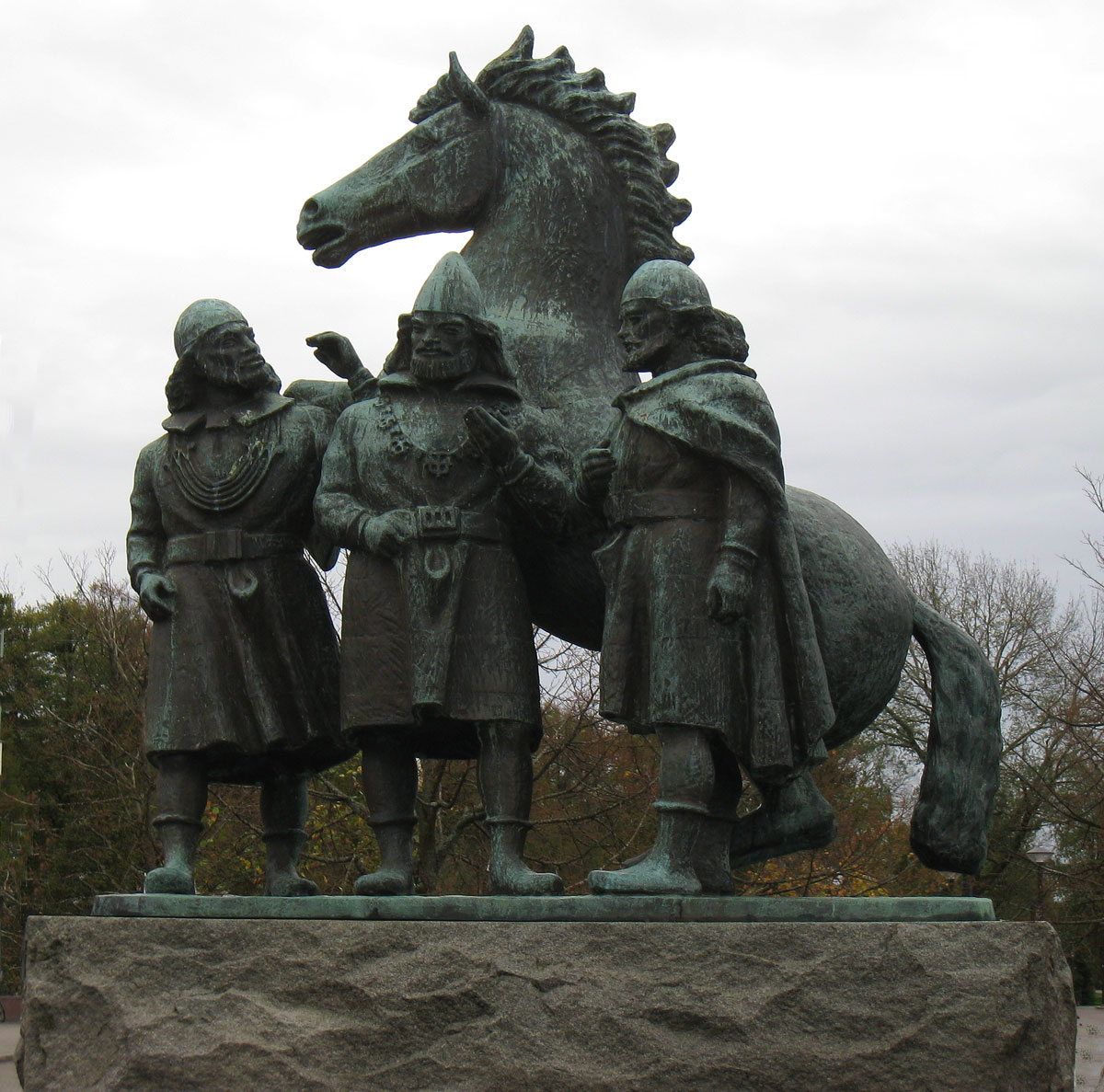
Пам'ятник Три царі, скульптор Арвід Келлстрем
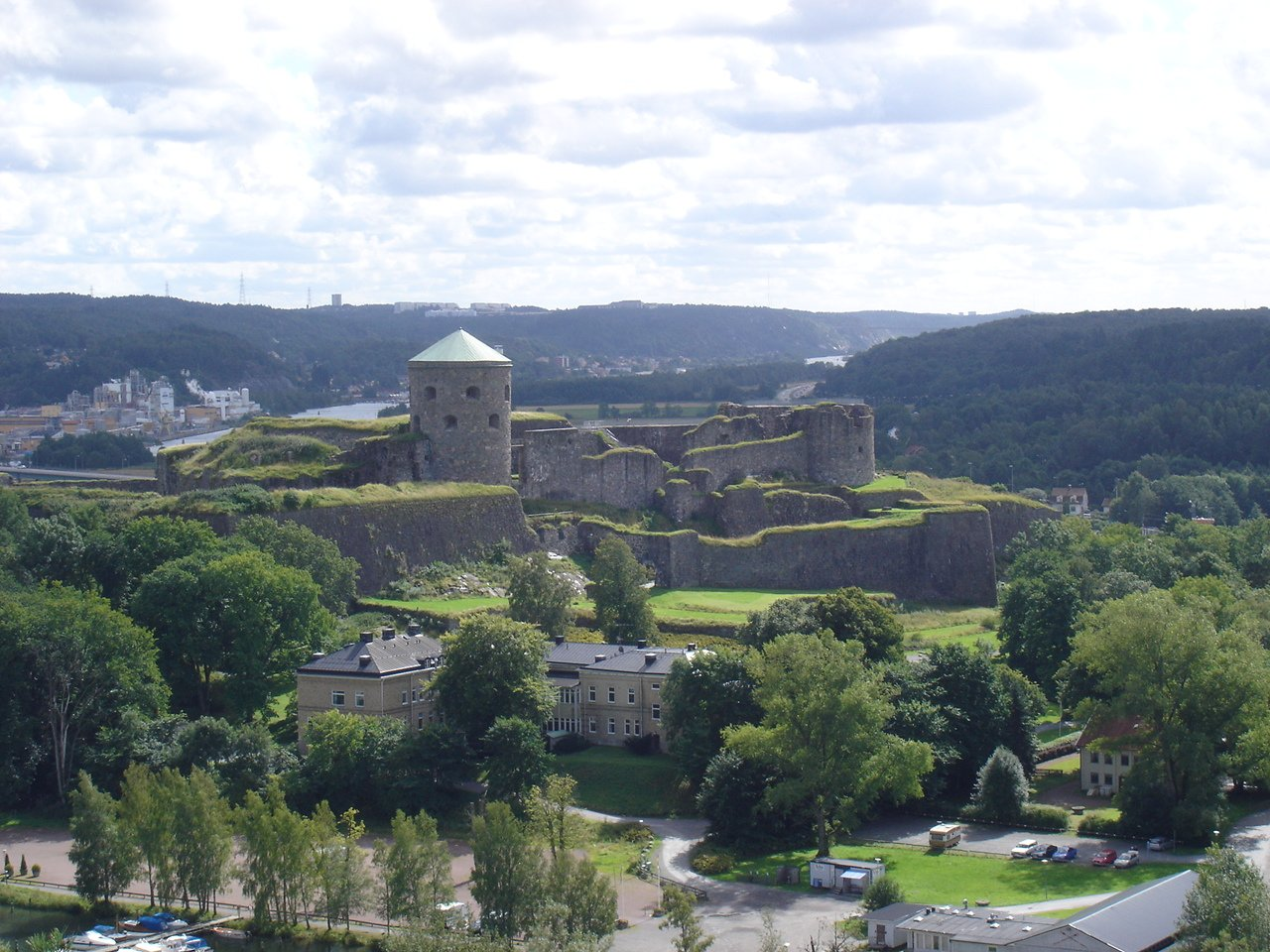
Богуська фортеця
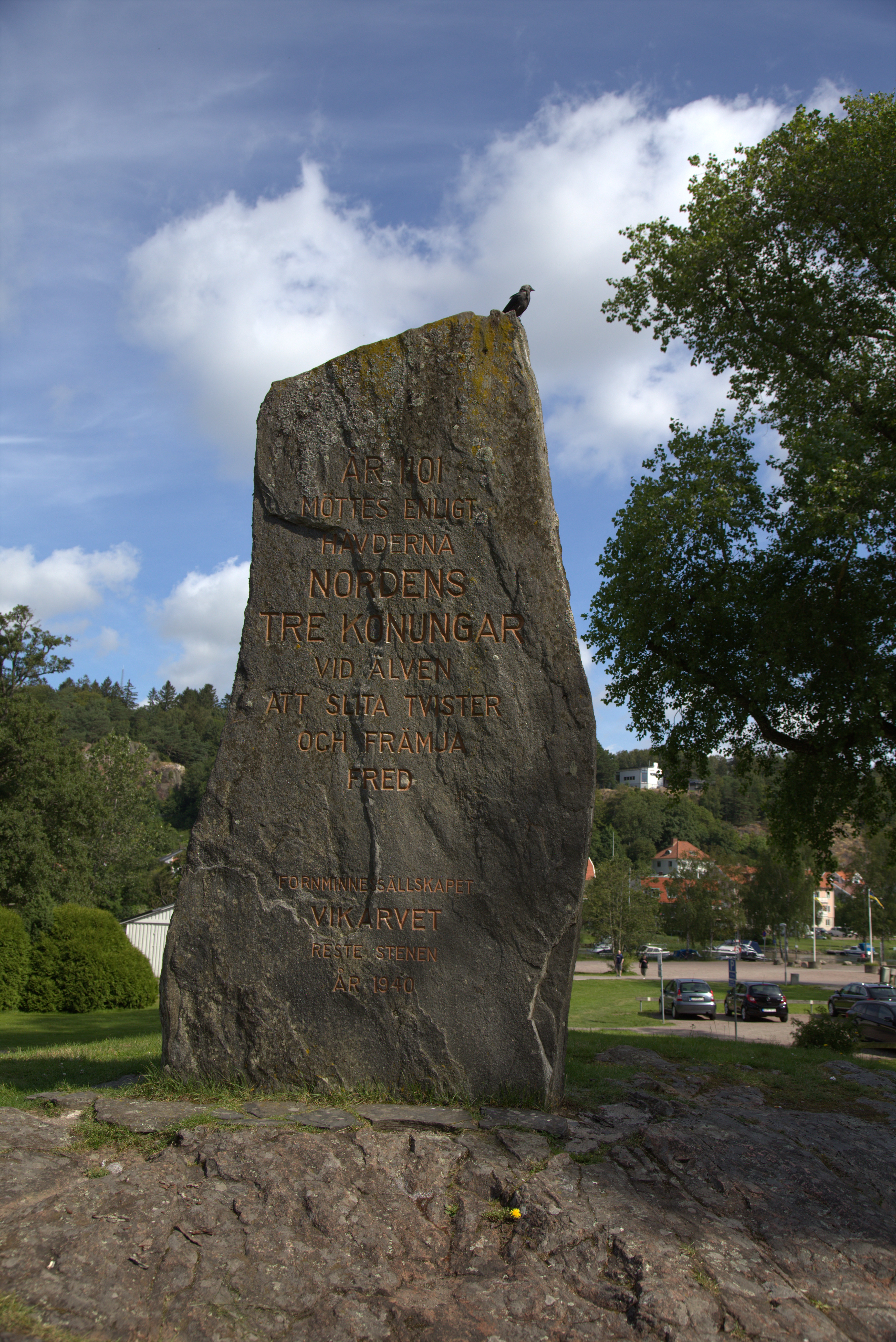
Меморіальний камінь